# LXXXIX Corpo de Exército (Alemanha)
O LXXXIX Corpo de Exército (em alemão:LXXXIX. Armeekorps) foi um Corpo de Exército alemão que operou durante a Segunda Guerra Mundial.

## Comandantes
| Comandante                                              | Data                                           |
| ------------------------------------------------------- | ---------------------------------------------- |
| General der Panzertruppen Dr Alfred Ritter von Hubicki  | 25 de outubro de 1942 - 17 de dezembro de 1942 |
| Generalleutnant Hugo Höfl                               | 18 de dezembro de 1942 - 30 de abril de 1943   |
| General der Panzertruppen Dr Alfred Ritter von Hubicki  | 30 de abril de 1943 - 11 de junho de 1943      |
| General der Infanterie Werner Freiherr von und zu Gilsa | 11 de junho de 1943 - 12 de janeiro de 1944    |
| Generalleutnant Friedrich-Wilhelm Neumann               | 12 de janeiro de 1944 - 29 de janeiro de 1944  |
| General der Infanterie Werner Freiherr von und zu Gilsa | 29 de janeiro de 1944 - 23 de novembro de 1944 |
| General der Infanterie Gustav Höhne                     | 1 de dezembro de 1944 - 8 de maio de 1945      |

## Área de operações
| Bélgica          | dezembro de 1942 - janeiro de 1945 |
| Frente Ocidental | janeiro de 1945 - maio de 1945     |